# The Catholic World
The Catholic World era un periodico fondato dal padre paolista Isaac Thomas Hecker nell'aprile 1865.
Conteneva numerosi articoli di Orestes Brownson, incluso il saggio del maggio 1870, Chiesa e Stato (Church and State), che descriveva il pensiero dell'autore sul corretto rapporto fra la Chiesa e lo Stato.
La sua pubblicazione è cessata nel 1996.